# Kishi-mojin
Kishi-mojin (jap. 鬼子母神 Kishi-mojin lub Kishibo-jin; Bogini Matka Demonicznych Dzieci) – kobieta demon; rzekomo była córką Yakshy, demona z Rajagriha w Indiach.

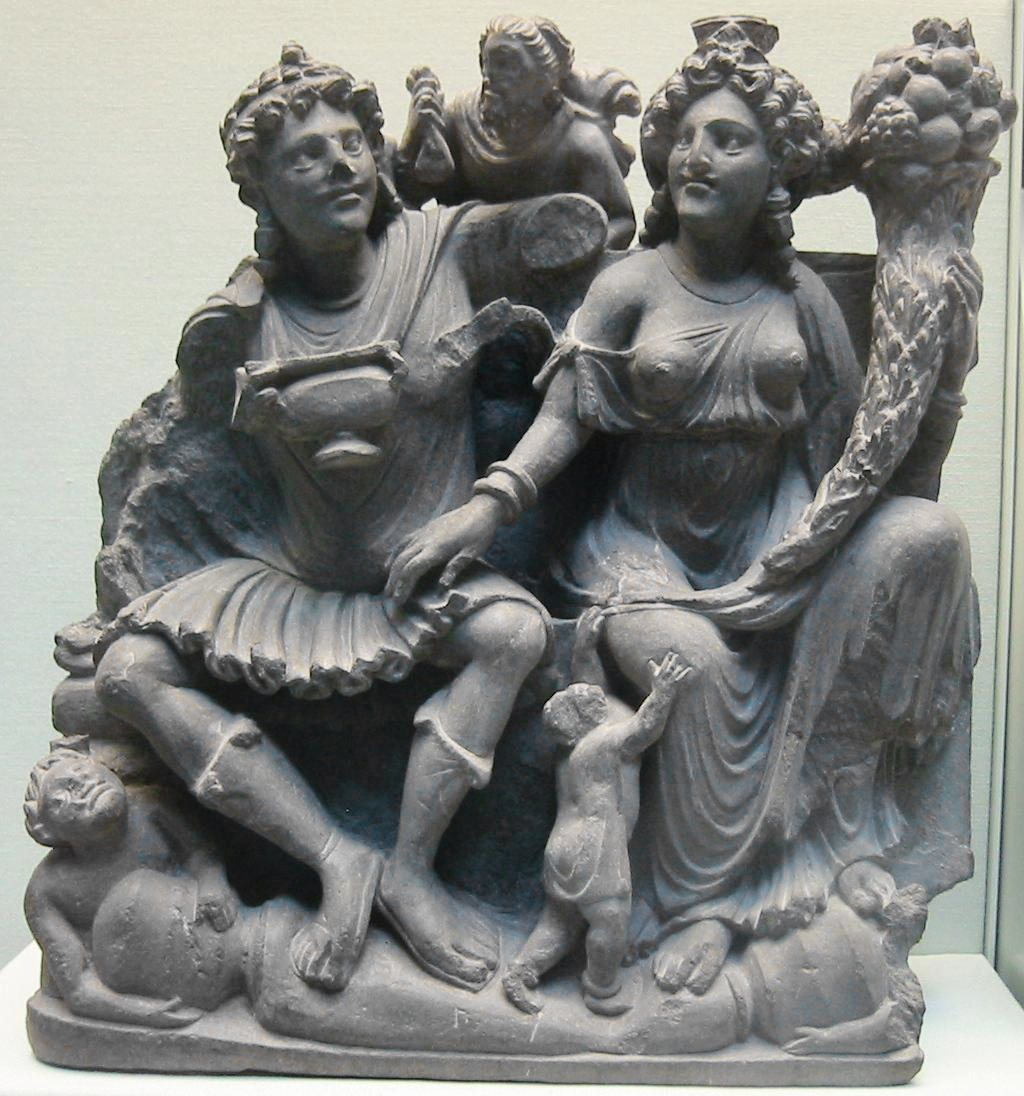

Miała 500 dzieci (niektóre źródła podają, że 1000, a nawet 10 000). Sutra Kishimo (Sutra Kishi-mojin) oraz Binaya Yoji (Klasztorne Zasady z Szacunkiem dla Różnych Spraw) podają, iż zabijała dzieci innych ludzi, aby nakarmić swoje dzieci, a przerażona i zmartwiona społeczność błagała Buddę Siakjamuniego o pomoc. Budda ukrył najmłodszego syna Kishi-mojin, Binkara. Szukała go w całym świecie przez siedem dni, ale bezskutecznie. W rozpaczy, spytała w końcu Buddę, gdzie jest jej syn. Siakjamuni zganił ją za zło, które czyniła i wymógł na niej przysięgę, że nigdy nie zabije żadnego dziecka. Potem zwrócił jej syna.
Kishi-mojin była czczona w Indiach jako bogini, która mogła obdarzać błogosławieństwem posiadania dzieci oraz łatwego porodu. Cześć wobec Kishi-mojin została później przeniesiona także do Japonii.
W 26. rozdziale Sutry Lotosu ona i jej dziesięć córek ślubują w obecności Buddy, ochraniać wyznawców Sutry Lotosu.